# Ahmose Henuttamehu
Ahmose Henuttamehu war eine altägyptische Prinzessin und Königin am Übergang von der 17. zur 18. Dynastie (um 1550 v. Chr.).

## Familie
Ahmose Henuttamehu war eine Tochter von König Seqenenre und seiner Schwestergemahlin Ahmose Inhapi. Sie war wahrscheinlich mit ihrem Halbbruder Ahmose I. verheiratet, da sie die Titel Königsgemahlin (ḥmt-njswt – hemet-nisut), Große Königsgemahlin (ḥmt-njswt-wrt – hemet-nisut-weret), Königstochter (s3t-niswt – sat-nisut) und Königsschwester (snt-niswt – senet-nisut) trug. Sie war die Halbschwester der Großen Königsgemahlin und Gottesgemahlin des Amun Ahmose Nefertari.

## Leben und Nachwirken
Über das Leben von Ahmose Henuttamehu ist nicht viel bekannt. Sie wird auf einer Stele erwähnt, die in Lepsius’ Denkmäler aus Ägypten und Äthiopien abgebildet ist.
Ahmose Henuttamehus Mumie (Ägyptisches Museum Kairo, CG 61061) wurde 1881 mitsamt Sarg in der Cachette von Deir el-Bahari (wissenschaftliche Grabnummer DB/TT320) entdeckt und befindet sich nun im Ägyptischen Museum Kairo. Die Mumie wurde beim Transport von Luxor nach Kairo schwer beschädigt. Der Untersuchung von Gaston Maspero im Dezember 1882 zufolge starb sie als alte Frau mit abgenutzten Zähnen, die Zeichen von Karies und einen Abszess an einer Zahnwurzel aufweisen. Ahmose Henuttamehu war Grafton Elliot Smith zufolge etwa 1,52 m groß. Ihre Mumienbinden waren mit Sprüchen aus dem Totenbuch beschrieben. Sie wurde wahrscheinlich zusammen mit ihrer Mutter bestattet; im Jahr 11 von Pharao Scheschonq I. wurde ihre Mumie zusammen mit anderen Mumien nach DB320 überführt.
Ihr Totenkult reicht bis in die 19. Dynastie hinein. Sie erscheint zusammen mit weiteren Ahmosiden im thebanischen Grab TT2 (Grab des Chabechnet).
|  |  |

## Belege
1. ↑  Aidan Dodson, Dyan Hilton: The Complete Royal Families of Ancient Egypt. Thames & Hudson, London 2004, ISBN 0-500-05128-3, S. 128.
2. ↑  Wolfram Grajetzki: Ancient Egyptian Queens: A Hieroglyphic Dictionary. Golden House Publications, London 2005.
3. ↑  17'th Dynasty Royal Mummies from DB320, Ahmose-Henttimehu. In: The Theban Royal Mummy Project. Abgerufen am 28. Dezember 2017 (englisch).
4. ↑  Kenneth A. Kitchen: Ramesside Inscriptions, Translated and Annotated Translations. Band 3: Ramesses II, His Contemporaries. Blackwell, Oxford 1996.

| Personendaten    | Personendaten           |
| ---------------- | ----------------------- |
| NAME             | Ahmose Henuttamehu      |
| KURZBESCHREIBUNG | altägyptische Königin   |
| GEBURTSDATUM     | 16. Jahrhundert v. Chr. |
| STERBEDATUM      | 16. Jahrhundert v. Chr. |